# Hrvatski radnik (Pariz)
Hrvatski radnik je bio hrvatski iseljenički list.
Bio je listom hrvatskih radnika u Francuskoj.
Prvi broj je izašao 1950.
Izlazio je u Parizu kao mjesečni bilten odnosno kao mjesečno glasilo Hrvatskog radničkog saveza u Parizu.
S listom je surađivao hrvatski književnik Alan Horić.